# Lista över Macaos chefsministrar
Macaos chefsminister (kinesiska: 澳門行政長官; Jyutping: Ou3mun2 Hang4zing3 Zoeng2gun1, portugisiska: Chefe do Executivo de Macau) är regeringschef i Macao, en särskild region som hör till Kina. Befattningen företräddes av Macao guvernör som ledde Portugisiska Macao tills överlämnande av Macao år 1999.
Enligt Macaos grundlag är chefsministern den som har högsta verkställande makten i staden. En av chefsministerns uppgifter är att nominera sju ledamöter till Macaos lagstiftande församling.
Den nuvarande chefsministern är Ho Iat-sen som började i sitt ämbete den 20 december 2019.

## Lista över chefsministrar
| Bild | Namn          | Ämbetsperiod                        | Parti    |
| ---- | ------------- | ----------------------------------- | -------- |
|      | Edmund Ho     | 20 december 1999 – 19 december 2009 | partilös |
|      | Fernando Chui | 20 december 2009 – 19 december 2019 | partilös |
|      | Ho Iat-seng   | 20 december 2019–                   | partilös |